# Amagupsyche perlata
Amagupsyche perlata is een fossiele soort schietmot uit de familie Phryganeidae.